# Hypsicera carnosa
Hypsicera carnosa là một loài tò vò trong họ Ichneumonidae.